# Medal of Honor: Underground
Medal Of Honor: Underground, conosciuto anche come Medal of Honor 2, è un videogioco presentato nel 2000 come secondo capitolo della saga Medal of Honor per PlayStation. La Rebellion Developments ne ha effettuato una conversione per Game Boy Advance nel 2002.

## Trama
In Medal Of Honor: Underground si vestono i panni di Manon Baptiste, una ragazza parigina arruolata nel gruppo di resistenza francese Maquis insieme al fratello Jaques; alla morte del fratello, Manon si ritroverà da sola a sopravvivere a un rastrellamento nazista, e verrà chiamata a vestire i panni di agente segreto per l'Office Of Strategic Services (OSS); dopo una serie di missioni sparse per l'Europa occupata, tornerà alla sua città natale per partecipare all'insurrezione dell'Agosto 1944.

### Missione 1 Occupied!
Dopo un fallito tentativo di rubare un camion di munizioni nascosto dai nazisti all'accademia musicale di Parigi, terminato con l'uccisione del fratello Jaques, Manon fugge attraverso le catacombe fino a giungere al paesino di Sainte-Marie-des-Champs, dove dovrà coprire la fuga di altri partigiani bloccando i panzer in arrivo;

### Missione 2 Hunting The Desert Fox
Manon viene inviata in Nord Africa dall'OSS per distruggere un deposito di munizioni tedesco nei pressi di Casablanca, per agevolare l'imminente Operazione Torch

### Missione 3 Undercover In Crete
Manon viene inviata a Creta con lo scopo di distruggere alcuni cannoni tedeschi posizionati all'interno del famoso palazzo di Minosse, contenente il celebre labirinto del Minotauro.

### Missione 4 Wewelsburg: Dark Camelot
Manon viene inviata in Germania a investigare sull'occultismo e le credenze Naziste al castello di Wewelsburg, santuario di Himmler, il capo delle SS.

### Missione 5 Last Rites At Monte Cassino
L'obiettivo di Manon è di liberare alcuni piloti alleati abbattuti presso l'abbazia di Montecassino, in Italia, e tenuti li prigionieri, prima che questa venga rasa al suolo.

### Missione 6 A Mittlewerk Saboteur
Manon ritorna in Francia per distruggere un impianto di fabbricazione di Missili V1, da dove fuggirà a bordo di un sidecar.

### Missione 7 Liberation!
Manon partecipa ad alcuni momenti cruciali dell'insurrezione di Parigi, come l'occupazione della prefettura; come ultimo obiettivo, l'eliminazione di un team di demolitori tedeschi, inviati per radere al suolo la città.

### Missione 8 Panzerknacker Unleashed
Missione Bonus che satireggia su giochi come Return to Castle Wolfenstein, con avversari improbabili quali cani antropomorfi e schiaccianoci armati e a grandezza d'uomo.

## Modalità di gioco
Il sistema di gioco, pur essendo simile a quello del precedente capitolo della saga (Medal of Honor), introduce qualche interessante novità, come personaggi non giocanti alleati col giocatore, e l'utilizzo di veicoli quali carri armati e sidecar da parte dell'IA nemica.